# Heinrich Börsting
Heinrich Börsting (* 3. Juli 1900 in Horstmar-Schagern; † 9. Januar 1969 in Münster) war ein deutscher katholischer Priester und Bistumsarchivar.

## Leben
Heinrich Börsting wurde am 3. Juli 1900 als jüngstes von sieben Kindern auf dem gleichnamigen Bauernhof in Horstmar-Schagern geboren. Die Brüder Fritz (1883–1951, Pfarrer in Hamburg) und Friedrich Bernhard (1890–1931, Kanoniker in St. Remigius Borken) hatten ebenfalls den geistlichen Beruf erwählt. Sein Abitur machte Heinrich 1921 am Gymnasium Georgianum in Lingen (Ems). Sein Theologiestudium absolvierte er in Münster und 1922/23 in Freiburg, wo er der katholischen Studentenverbindung KDStV Falkenstein im Cartellverband der katholischen deutschen Studentenverbindungen beitrat. Am 1. August 1926 wurde er in Münster zum Priester geweiht.
Am 1. Oktober 1931 wurde er vom damaligen Bischof Johannes Poggenburg zum ersten Archivar des Bistums Münster ernannt, nachdem er in Rom eine Ausbildung in der kirchlichen Geschichts- und Archivwissenschaft erhalten und diese im November 1930 an der Bayerischen Archivschule in München abgeschlossen hatte. Im Juni 1936 promovierte er mit der Dissertation „Das Provinciale Romanum mit besonderer Berücksichtigung seiner handschriftlichen Überlieferung“ zum Doktor der Philosophie.
Die bedeutendste Leistung Börstings war die Neueinrichtung und Inventarisierung des Bistumsarchivs. Es ging ihm darum, die nicht unbedeutenden Archivbestände des Generalvikariats und des Domkapitels der Öffentlichkeit zur wissenschaftlichen Forschung zugänglich zu machen. Bereits 1937 konnte er im Auftrage der Archivberatungsstelle der Provinz Westfalen das stattliche „Inventar des Bischöflichen Diözesanarchivs in Münster“ herausgeben. Dieses Inventar ist umso bedeutsamer, als der Bestand der Akten des Generalvikariats aus dem 19. Jahrhundert bei einem Bombenangriff im Zweiten Weltkrieg verbrannte.
Seine besondere Liebe galt der Fotografie. Im kriegszerstörten Münster hat er mit zahlreichen Aufnahmen das Ausmaß der Zerstörungen – manchmal unter Lebensgefahr – festgehalten.
Nach dem Krieg übertrug die Familie des verstorbenen Bischofs Clemens August Kardinal von Galen auf Heinrich Börstings Initiative hin das zerstörte ehemalige Galen’sche Konvikt an die Diözese Münster, das seither als Sitz des Bistumsarchivs dient. Im August 1946 wurde Börsting zum ordentlichen Mitglied der Historischen Kommission für Westfalen gewählt, 1968 wurde die Mitgliedschaft in eine korrespondierende umgewandelt. 
Heinrich Börsting starb am 9. Januar 1969 in Münster und wurde am 14. Januar auf dem Friedhof in Horstmar beerdigt.

## Schriften (Monographien)
- Geschichte der Stadt Horstmar, ihrer Ritter, Burgmannen, Bürger und Bauern. Regensberg, Münster 1928.
- Das Provinciale Romanum mit besonderer Berücksichtigung seiner handschriftlichen Überlieferung. Lengerich 1937.
- Inventar des Bischöflichen Diözesanarchivs in Münster. Aschendorff, Münster 1937.
- (mit Alois Schröer:) Handbuch des Bistums Münster. Regensberg, Münster, 2. Aufl. 1946:
  - Bd. 1: Geschichte.
  - Bd. 2: Gegenwart.
- Geschichte des Bistums Münster. Deutscher Heimat-Verlag, Bielefeld 1951.
- Geschichte der Matrikeln von der Frühkirche bis zur Gegenwart. Herder, Freiburg 1959.